# Suhl-Effekt
Der Suhl-Effekt oder die Magnetokonzentration ist ein Effekt der Festkörperphysik. Er ist benannt nach dem deutsch-US-amerikanischen Physiker Harry Suhl (1922–2020), der 1949 an den Bell Telephone Laboratories in Murray Hill (New Jersey) zusammen mit dem US-amerikanischen Physiker und späteren Nobelpreisträger William Bradford Shockley diesen Effekt erstmals beschrieb.

## Beschreibung
Der Effekt beschreibt die Änderung der elektrischen Leitfähigkeit an der Oberfläche eines Halbleiters durch ein angelegtes Magnetfeld.
Wird beispielsweise an einem n-leitenden Halbleiterfilament (einem dünnen Faden) ein starkes Magnetfeld angelegt, so werden die in das Filament eingebrachten Löcher zur Oberfläche abgelenkt. In diesem Bereich erhöhter Rekombination mit Elektronen haben sie eine kürzere Lebensdauer, wodurch sich die Ladungsträgerdichte verringert und der elektrische Leitwert in diesem Bereich sinkt. Alternativ können sie auch durch eine Sonde abgezogen werden, wodurch der Leitwert wieder steigt.
Der Suhl-Effekt kann daher genutzt werden, um die Rekombinationseigenschaften eines Halbleiters zu untersuchen.